# Krążowniki typu Novara
Krążowniki typu Novara – typ trzech lekkich krążowników rozpoznawczych, używanych przez Austro-Węgry podczas I wojny światowej. Okręty były ulepszoną wersją krążownika SMS „Admiral Spaun”, który został zwodowany w 1908 roku.

## Konstrukcja
Uzbrojenie krążowników składało się z dziewięciu dział kal. 100 mm i sześciu wyrzutni torpedowych. Było to o dwa działa więcej niż posiadał „Admiral Spaun”. Lekko opancerzone okręty mogły rozwijać prędkość 27 węzłów. Główną wadą krążowników było ich relatywnie słabe uzbrojenie. Rozważano dodanie dział kal. 120 mm lub 150 mm, lecz nie zrobiono tego ze względu na sytuację wojenną.
Kolejne trzy okręty wyposażone w działa kal. 120 mm i osiągające prędkość 30 węzłów, planowane jako następcy krążowników typu Zenta, nigdy nie wyszły poza fazę planowania.

## Budowa
| Okręt           | Stocznia        | Wodowanie            | Wejście do służby | Los             |
| --------------- | --------------- | -------------------- | ----------------- | --------------- |
| SMS „Saida”     | CNT, Triest     | 26 października 1912 | 1 sierpnia 1914   | złomowany, 1937 |
| SMS „Helgoland” | Danubius, Fiume | 23 listopada 1912    | 29 sierpnia 1914  | złomowany, 1937 |
| SMS „Novara”    | Danubius, Fiume | 15 lutego 1913       | 10 stycznia 1915  | złomowany, 1942 |

## Służba
Razem z niszczycielami typu Tátra, krążowniki typu Novara były idealnie przystosowane do walki na Morzu Adriatyckim. Przeprowadziły kilka szybkich rajdów na włoskie porty; najbardziej spektakularną akcją był udany atak na brytyjską blokadę Cieśniny Otranto 15 maja 1917 roku, kiedy to trzy krążowniki, dwa niszczyciele i trzy niemieckie U-Booty zatopiły w sumie 14 trawlerów.
Po wojnie okręty zostały przekazane zwycięskim siłom Ententy: Francja przyjęła do floty „Novarę” pod nową nazwą „Thionville” (złomowany w 1942 r.). Włochy przejęły „Helgoland” i „Saida” jako „Brindisi” i „Venezia” (oba złomowane w 1937 r.).